# Gold and Glitter
Gold and Glitter è un cortometraggio muto del 1912 diretto da David W. Griffith. Tra gli interpreti, le sorelle Lillian e Dorothy Gish e Lionel Barrymore.

## Trama
Un uomo che vagabonda nei boschi, capita in un campo di boscaioli. Benché sia sposato, si innamora di una semplice ragazza del posto.

## Produzione
Il film fu prodotto dalla Biograph Company e fu girato a New York, negli studi della Biograph.

## Distribuzione
Distribuito dalla General Film Company, il film - un cortometraggio in una bobina - uscì nelle sale cinematografiche USA l'11 novembre 1912. Nel 1916, ne venne distribuita una riedizione che uscì il 31 luglio.
Il film è stato presentato in Italia nel 2002 alle Giornate del cinema muto di Pordenone.

### Data di uscita
IMDb
- USA	11 novembre 1912
- USA	31 luglio 1916	 (riedizione)
- Italia  2002  (Pordenone, festival)